# Claudine Coster
Claudine Marie Joseph Coster (* 16. Februar 1939 in Nancy, Département Meurthe-et-Moselle, Dritte Französische Republik) ist eine ehemalige französische Schauspielerin.

## Leben
Coster war mit dem Schauspieler Robert Manuel verheiratet. Seit Ende der 1950er Jahre spielte sie in mehr als 50 Film- und Fernsehproduktionen mit, zuletzt war sie 2018 in einem Film zu sehen.

## Filmographie
- 1960: Touchez pas aux blondes
- 1960: Dans l’eau... qui fait des bulles !
- 1961: Cause toujours, mon lapin
- 1961: Der Graf von Monte Christo (Le Comte de Monte Cristo)
- 1961: Les croulants se portent bien
- 1962: Fünf Glückspilze (Les Veinards)
- 1962: Das ist nichts für kleine Mädchen (Lemmy pour les dames)
- 1962: L’inspecteur Leclerc enquête
- 1963: Les Bricoleurs
- 1964: Les Gros Bras
- 1964: Et la femme créa l’amour
- 1964: Trafics dans l’ombre
- 1964: Les Siffleurs
- 1964: La Cousine Bette
- 1965: Médard et Barnabé
- 1965: En votre âme et conscience
- 1966: Espions à l’affût
- 1966: Blüten, Gauner und die Nacht von Nizza (Le Jardinier d’Argenteuil)
- 1967: Wer singt, muß sterben (L’Homme qui trahit la mafia)
- 1967–1982: Au théâtre ce soir:
  - 1967: Les J 3
  - 1968: Monsieur Le Trouhadec saisi par la débauche
  - 1968: Les Compagnons de la marjolaine
  - 1970: La Manière forte
  - 1971: S.O.S. homme seul
  - 1972: Faites-moi confiance
  - 1972: Lysistrata
  - 1975: Inspecteur Grey
  - 1975: La Rabouilleuse
  - 1976: Le Guilledou
  - 1977: Le Juste Milieu
  - 1978: Quadrille
  - 1979: Le Train pour Venise
  - 1979: La terre est basse
  - 1979: La Gueule du loup
  - 1980: La Prétentaine
  - 1980: La Maîtresse de bridge
  - 1982: Jean de la Lune
- 1967: Les Aventures de Michel Vaillant
- 1972: Meurtre par la bande
- 1973: Le Concierge
- 1975: Rêves pornos
- 1975: Les Grands Détectives
- 1977: La Famille Cigale
- 1989–1990: Tribunal
- 1999: Recto/Verso
- 2005: Olé !
- 2010: Plus belle la vie
- 2012: Pour toi j’ai tué
- 2018: Brillantissime